# Pelargonium candicans
Pelargonium candicans är en näveväxtart som beskrevs av Spreng.. Pelargonium candicans ingår i släktet pelargoner, och familjen näveväxter. Inga underarter finns listade i Catalogue of Life.